# Episodi di Les Innocents
Composta da una sola stagione di sei episodi, la miniserie è stata trasmessa in Belgio sul canale La Une dal 7 al 21 gennaio 2018 e in Francia su TF1 dall'11 al 25 gennaio 2018.
In Italia la miniserie è inedita.
| nº | Titolo originale | Titolo italiano | Prima TV Belgio | Prima TV Francia | Prima TV Italia |
| -- | ---------------- | --------------- | --------------- | ---------------- | --------------- |
| 1  | Épisode 1        |                 | 7 gennaio 2018  | 11 gennaio 2018  |                 |
| 2  | Épisode 2        |                 | 7 gennaio 2018  | 11 gennaio 2018  |                 |
| 3  | Épisode 3        |                 | 14 gennaio 2018 | 18 gennaio 2018  |                 |
| 4  | Épisode 4        |                 | 14 gennaio 2018 | 18 gennaio 2018  |                 |
| 5  | Épisode 5        |                 | 21 gennaio 2018 | 25 gennaio 2018  |                 |
| 6  | Épisode 6        |                 | 21 gennaio 2018 | 25 gennaio 2018  |                 |

## Épisode 1
- Diretto da: Frédéric Berthe e François Ryckelynck
- Scritto da: Delphine Labouret, Didier Le Pêcheur e Jacques Bastier

### Trama
Una sera, nella capanna di una segheria dei Pirenei, due adolescenti, Yann Desgrange e Lucas Moreau, scoprono un'attrazione reciproca. All'improvviso arriva un'auto e scoppia una sparatoria. I due ragazzi sfuggono all'assassino ma decidono, su insistenza di Lucas che non dà per scontato la loro relazione, di non parlare di ciò che hanno visto. I due giovani si ritroveranno però braccati dall'assassino, che cerca di eliminare tutti i testimoni dei suoi omicidi. In città, Léna, una ragazza di 14 anni, viene rapita quando ha un incontro con Lancelot, il suo amante che ha conosciuto su Internet. L'indagine è affidata a Hélène Siquelande, zia e tutrice di Yann, e capitano della gendarmeria, assistita da Camille Berger e Marco Desroux, agenti di polizia dell'SRPJ di Perpignan.
- Altri interpreti: Olivier Cabassut (Commissario Brémont), Folco Marchi (Chris Mourier) e Julien Masdoua (Gendarme millet).
- Ascolti: 26,8 %[4]